# Lydia van Thyateira
Lydia van Thyateira is een vrouw die voorkomt in het Nieuwe Testament van de Bijbel (Handelingen van de Apostelen 16:14). Volgens deze gegevens geloofde zij reeds in God en werd zij christen na een toespraak door de apostel Paulus bij de Macedonische stad Philippi; deze verbleef daarna op uitdrukkelijk verzoek van haar enige tijd in haar huis.

Ze was afkomstig van de Klein-Aziatische plaats Thyateira en handelde in purperstoffen. 
Haar naamdag in de Katholieke kerk is op 3 augustus.